# Formalisme en droit civil
Le principe du formalisme en droit des contrats est un principe issu du droit romain en vertu duquel le contrat doit être formé selon une forme particulière. Le formalisme s'oppose au consensualisme.

## Le formalisme interne
Il s'agit de l'hypothèse où la forme du contrat est exigée à titre de condition de validité de celui-ci. C'est le cas principalement des contrats solennels.

### Cadre législatif français
On assiste à un renouveau du formalisme du fait de l'inconvénient majeur du consensualisme qu'est le consentement donné à la légère sans réflexion ni recul et pouvant laisser une place à l'incertitude sur le contenu réel du contrat.
Depuis la loi du 21 juin 2004, l'écrit exigé pour la formation d'un contrat peut se faire sous forme électronique, sous réserve que cet écrit présente des garanties d'intégrité (art. 1108-1 du Code civil). Cependant la forme électronique n'est pas recevable pour les actes sous seing privé relatifs au droit de la famille et des successions, ainsi que pour les actes sous seing privé relatifs à des sûretés personnelles ou réelles, de nature civile ou commerciale, sauf s'ils sont passés par une personne pour les besoins de sa profession (art. 1108-2 du Code civil). L'écrit électronique a donc même valeur de preuve que l'écrit papier.

### Cadre législatif québécois
En droit québécois, le formalisme est notamment présent en droit de la consommation. En effet, la Loi sur la protection du consommateur et le Règlement d'application de la Loi sur la protection du consommateur prévoient de nombreuses formalités pour la conclusion d'un contrat de prêt d'argent ou un contrat de vente à tempérament entre un commerçant et un consommateur. Les articles 61.0.0.7 et suivants du Règlement d'application de la loi prévoient que ces contrats doivent être conformes au modèle prévu par le règlement.

## Le formalisme extérieur
Il s'agit de l'hypothèse où la forme du contrat est exigée non pas pour la validité (ad validitatem) de celui-ci, mais pour son efficacité, notamment en matière de preuve (ad probationem). On parle alors de formalisme probatoire.

### Cadre législatif français
L'article 1359 du Code civil français définit le régime de la preuve du contrat. À défaut de dispositions contraires, le contrat doit être prouvé par écrit. Il est interdit de prouver le contrat par témoignage ou présomption. Des tempéraments à ces dispositions sont prévus par la loi :
- la preuve est libre pour les contrats de moins de 1 500 €.
- la preuve est libre lorsqu'il s'agit d'une opération commerciale entre commerçants (dérogatoire du droit commun au regard des conceptions du droit commercial où la rapidité des opérations commerciales commande que l'on ne s'encombre pas de formes trop lourdes.).
- la preuve est libre lorsqu'il y a une impossibilité morale ou matérielle de la prouver.
- S'il y a un commencement de preuve par écrit, il est possible de la compléter par tous moyens.

Outre ces tempéraments législatifs, il existe un tempérament exceptionnel en vertu duquel les parties peuvent prévoir par une clause qu'elles dérogeront au système de preuve.
Le formalisme indirect est également une forme exigée afin que le contrat puisse être opposable aux tiers.

### Cadre législatif québécois
En droit québécois, les règles formalistes indirectes en matière de preuve sont notamment prévues aux articles 2859 à 2868 du Code civil du Québec, notamment l'art. 2862 C.c.Q.. Les règles formalistes de preuve québécoises sont similaires aux règles françaises, on retrouve également la règle du commencement de preuve (art. 2865 C.c.Q.) ; de même, la preuve ne peut pas se faire par témoignage entre les parties pour un litige qui excède 1 500 $. La preuve est également libre pour prouver contre une personne tout acte juridique passé par elle dans le cours des activités d’une entreprise. En outre, la preuve est libre lorsqu'il y a une impossibilité morale ou matérielle de ménager une preuve écrite (art. 2861 C.c.Q.).